# Atletisme als Jocs Olímpics d'estiu de 1908 - 3.200 metres obstacles masculins

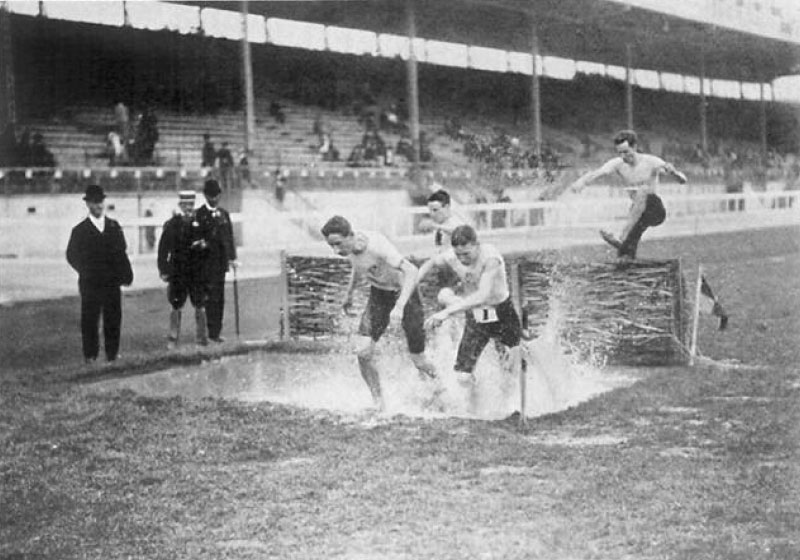
Pas de la ria

Els 3.200 metres obstacles masculins va ser una de les proves disputades durant els Jocs Olímpics de Londres de 1908. Va ser l'única vegada en què aquesta prova formà part del programa olímpic. La prova es va disputar en dos dies, el 17 i 18 de juliol, i hi van prendre part 24 atletes de 6 nacions diferents. La cursa es va disputar en una pista de 536,45 metres o, cosa que és equivalent, 1⁄3 de milla de circumferència. Es van disputar sis sèries en la primera ronda, els vencedors de les quals passaven a la final.

## Medallistes
| Or                   | Plata                  | Bronze            |
| Arthur Russell (GBR) | Archie Robertson (GBR) | John Eisele (USA) |

## Rècords
Aquests eren els rècords del món i olímpic que hi havia abans de la celebració dels Jocs Olímpics de 1908.
| Rècord del Món |             | cap             |                 |                      |
| Rècord Olímpic | 7:34.4 (*)  | George Orton    | París (FRA)     | 15 de juliol de 1900 |
| Rècord Olímpic | 7:39.6 (**) | James Lightbody | St. Louis (USA) | 29 d'agost de 1904   |

(*) La cursa tingué 2500 metres de recorregut i la pista feia 500 metres de circumferència.
(**) La cursa tingué 2590 metres de recorregut i la pista tenia una circumferència de 536,45 metres=1⁄3 de milla.

## Resultats

### Primera ronda
Totes les sèries es van disputar el divendres 17 de juliol.
Sèrie 1
Russell guanya fàcilment, amb Cartasegna com a únic contrincant que finalitza la cursa. Downing fou desqualificat per un pas incorrecte sobre la ria, mentre Ragueneau i Carr es veuen obligats a abandonar.
| Posició | Nom                | País             | Temps   |
| ------- | ------------------ | ---------------- | ------- |
| 1       | Arthur Russell     | Regne Unit       | 10:56.2 |
| 2       | Massimo Cartasegna | Itàlia 1861-1946 | 11:15.0 |
| —       | Gaston Ragueneau   | França           | DNF     |
| —       | Edward Carr        | Estats Units     | DNF     |
| —       | Thomas Downing     | Regne Unit       | DQ      |

Sèrie 2
Eisele va ser l'únic en finalitzar la cursa. Fleurac va liderar la cursa en un primer moment, però fou agafat abans de la ria i després s'aturà coix.
| Posició | Nom              | País         | Temps   |
| ------- | ---------------- | ------------ | ------- |
| 1       | John Eisele      | Estats Units | 11:13.6 |
| —       | Antal Lovas      | Hongria      | DNF     |
| —       | Louis de Fleurac | França       | DNF     |
| —       | Frank Buckley    | Regne Unit   | DNF     |
| —       | Joseph English   | Regne Unit   | DNF     |

Sèrie 3
Barker es va aturar coix, deixant la victòria a Galbraith.
| Posició | Nom               | País       | Temps   |
| ------- | ----------------- | ---------- | ------- |
| 1       | William Galbraith | Canadà     | 11:12.4 |
| —       | Henry Barker      | Regne Unit | DNF     |

Sèrie 4
Amb Yorke desqualificat per obstrucció i Bonhag ferit, la cursa fou entre Robertson i Dull. Dull lidera la cursa en un primer moment, però Robertson l'acaba superant i guanya amb dues-centes iardes d'avantatge.
| Posició | Nom              | País         | Temps     |
| ------- | ---------------- | ------------ | --------- |
| 1       | Archie Robertson | Regne Unit   | 11:10.0   |
| 2       | Gayle Dull       | Estats Units | (11:50.0) |
| —       | George Bonhag    | Estats Units | DNF       |
| —       | Richard Yorke    | Regne Unit   | DQ        |

Sèrie 5
Els estatunidencs tenien poques possibilitats de passar a la final. Holdaway guanya amb un centenar de iardes sobre Kinchin.
| Posició | Nom            | País         | Temps      |
| ------- | -------------- | ------------ | ---------- |
| 1       | Guy Holdaway   | Regne Unit   | 11:18.8    |
| 2       | Joseph Kinchin | Regne Unit   | (11:44.0)  |
| 3       | Roland Spitzer | Estats Units | Desconegut |
| 4       | Charles Hall   | Estats Units | Desconegut |

Sèrie 6
Fitzgerald va caure i Grantham acabà coix. Sewell i Lightbody es van disputar la victòria, sent Sewell el vencedor final per menys de deu iardes.
| Posició | Nom                | País         | Temps   |
| ------- | ------------------ | ------------ | ------- |
| 1       | Harry Sewell       | Regne Unit   | 11:30.2 |
| 2       | James Lightbody    | Estats Units | 11:41.0 |
| —       | John E. Fitzgerald | Canadà       | DNF     |
| —       | W. Grantham        | Regne Unit   | DNF     |

### Final
La final es va disputar el dissabte 18 de juliol de 1908. Holdaway va ser el primer a encapçalar la cursa, però no per gaire temps. Galbraith i Russell foren els líders la major part de la primera meitat de la cursa, fins que Galbraith s'endarrerí, alhora que Eisele atrapà a Russell al capdavant. En la darrera volta Robertson superà a Eisele i gairebé agafa a Russell, ja que sols dues iardes els van separa en l'arribada.
| Posició | Nom               | País         | Temps      |
| ------- | ----------------- | ------------ | ---------- |
| 1       | Arthur Russell    | Regne Unit   | 10:47.8    |
| 2       | Archie Robertson  | Regne Unit   | 10:48.4    |
| 3       | John Eisele       | Estats Units | 11:00.8    |
| 4       | Guy Holdaway      | Regne Unit   | (11:26.0)  |
| 5       | Harry Sewell      | Regne Unit   | Desconegut |
| 6       | William Galbraith | Canadà       | Desconegut |